# Рон
Рон (на френски: Rhône, „Рона“) е департамент в регион Оверн-Рона-Алпи, източна Франция. Образуван е през 1793 година от източните части на департамента Рон е Лоар, съответстващи на старата провинция Лионе. Площта му е 3249 км², а населението – 1 840 803 души (2016). Административен център е град Лион.